# Aargauer Volksblatt
Das Aargauer Volksblatt war eine katholisch-konservative Schweizer Tageszeitung in Baden, Kanton Aargau. Sie erschien von 1911 bis 1992.

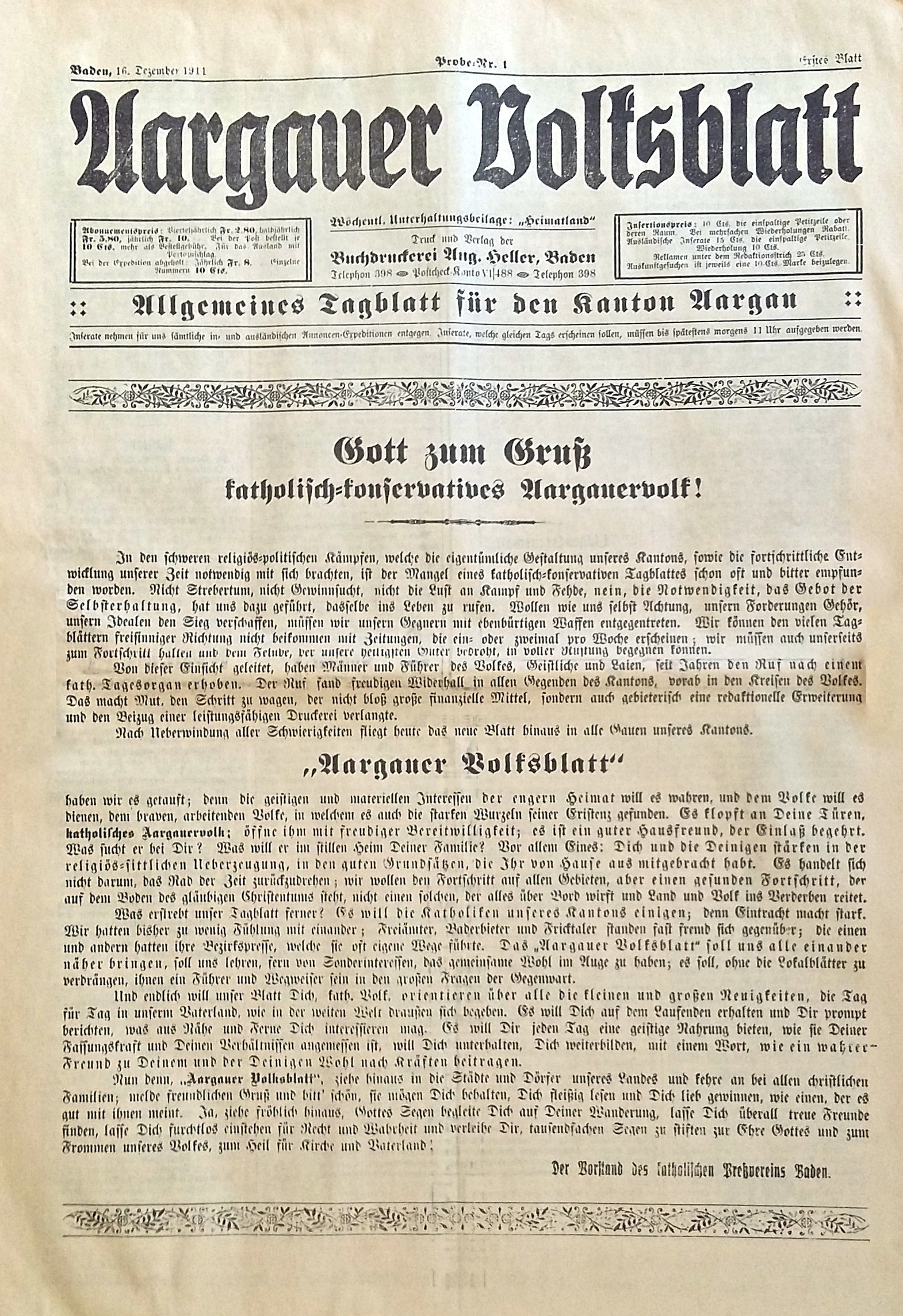
Aargauer Volksblatt, Titelblatt der ersten Ausgabe vom 16. Dezember 1911

Aargauer Volksblatt, Titel im Wandel der Zeiten

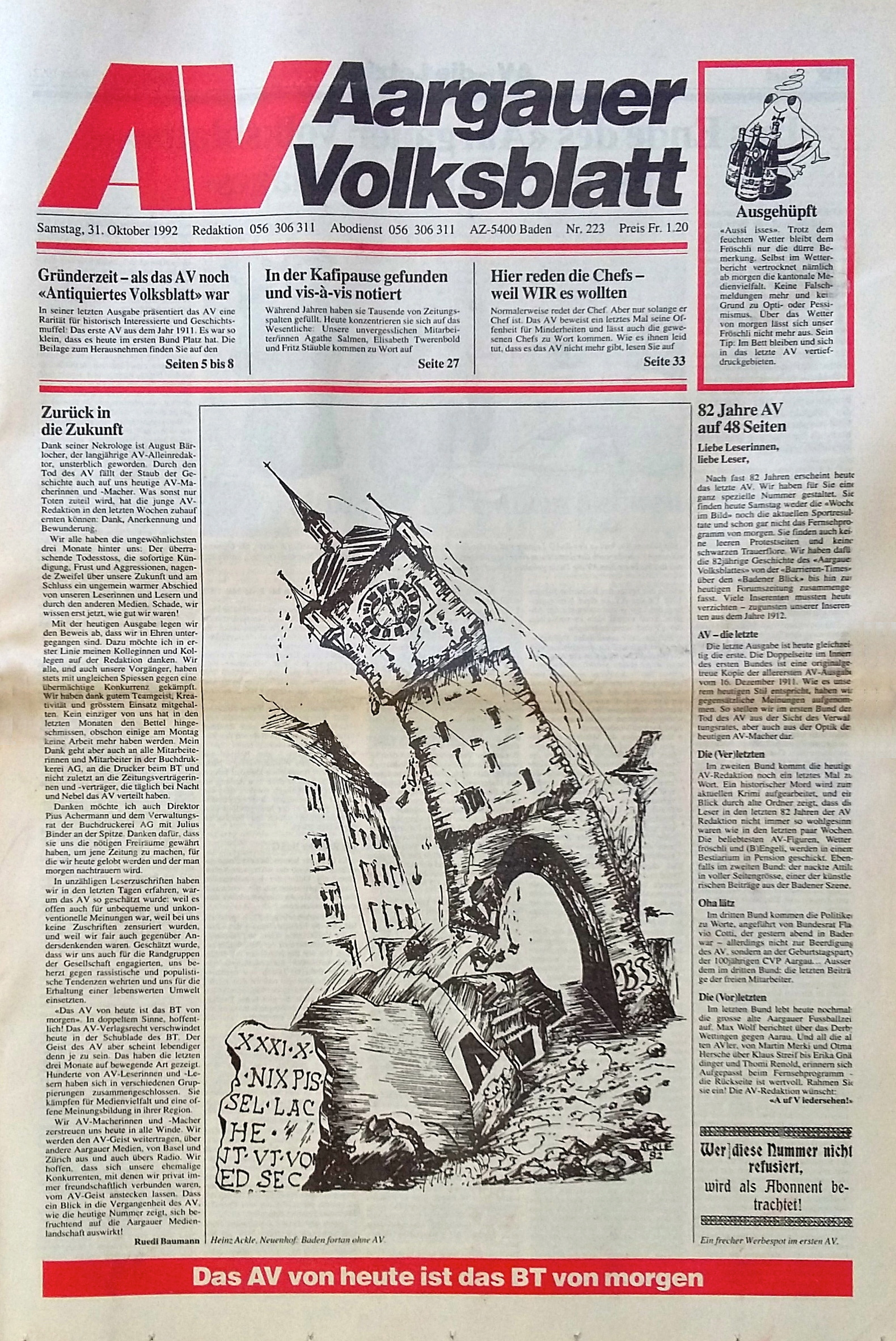
Aargauer Volksblatt, letzte Nummer vom 31. Oktober 1992

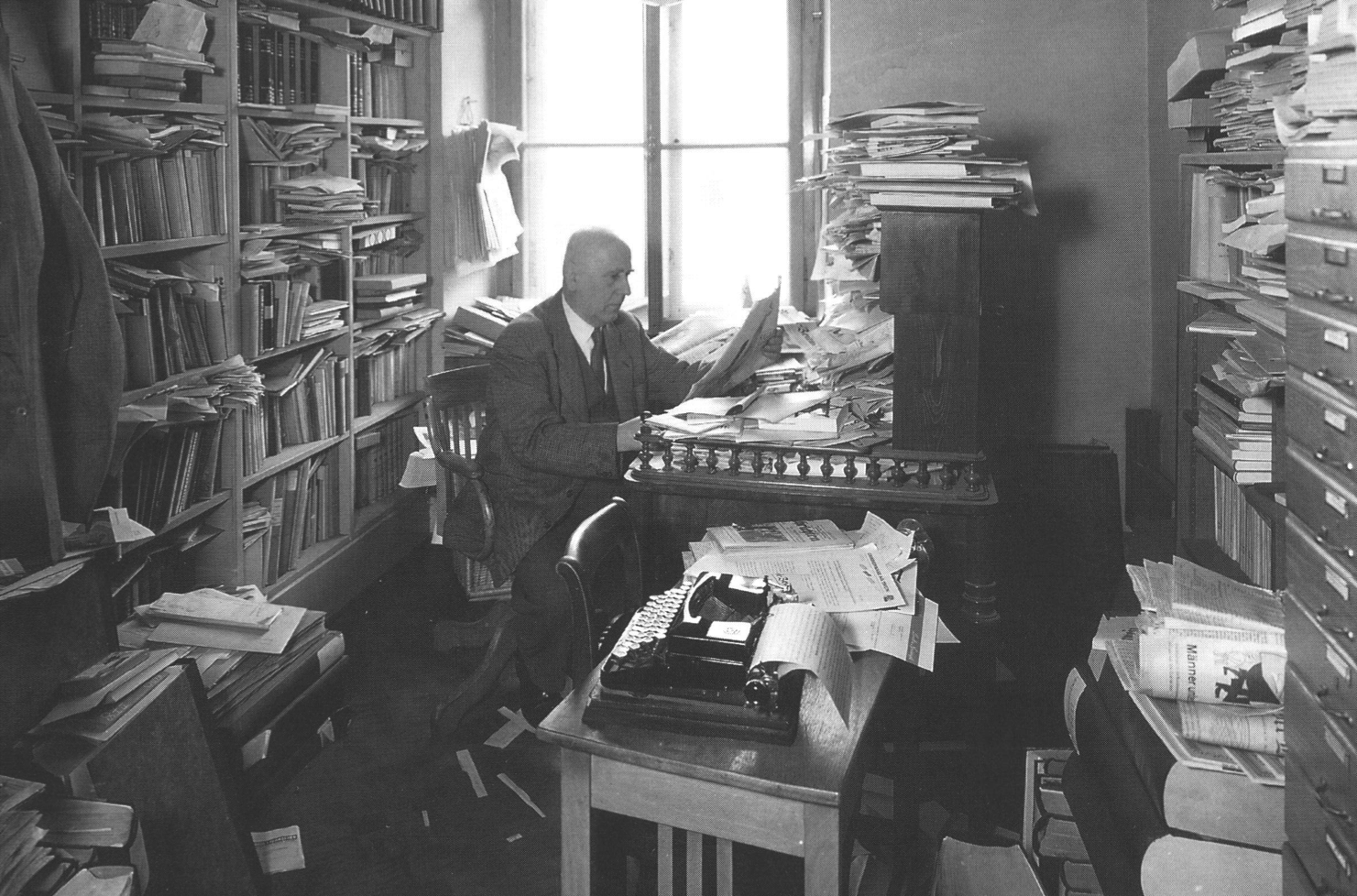
Chefredaktor August Bärlocher in seinem überfüllten Büro (Foto Paul Zipser, Baden, 1882–1950)

## Geschichte
Die Gründung des katholischen Aargauer Volksblatts (AV) war die Folge der Vorherrschaft des schon seit der Zeit der Klosterstürme herrschenden Liberalismus. Der erste Versuch einer katholischen Zeitung im Aargau geht auf 1840 zurück. Doch dem von Jakob Ruepp, einem Mitglied des Bünzer Komitees herausgegebenen Freiämter, verblieb nur die kurze Lebensdauer bis Januar 1841, nach einem erfolglosen Aufstand gegen eine noch liberalere Verfassung und der darauf folgenden Klosteraufhebung im Aargau. Erst ab 1856 etablierte sich das Kampfblatt Die Botschaft des Katholikenführers Johann Nepomuk Schleuniger, herausgegeben in Klingnau. Es erschien jedoch lediglich dreimal pro Woche und verlor nach dem Tode Schleunigers an Wirkung.
Römisch-katholische Geistliche gründeten 1894 den Katholischen Pressverein. Zusammen mit römisch-katholischen Politikern schufen sie 1895 das Badener Volksblatt mit drei Ausgaben pro Woche. Federführend waren Pfarrer Eugen Heer aus Lenzburg und der 23-jährige Jurist Alfred Wyrsch aus Wettingen. Doch der Einfluss des Blattes zeigte sich noch nicht im gewünschten Ausmass, weshalb der Pressverein eine täglich erscheinende Zeitung anstrebte. Wiederum war Wyrsch die treibende Kraft, zusammen mit den Pfarrherren Albert Karli aus Baden und Julius Waldesbühl aus Wettingen. Wyrsch setzte sich auch in der Anstellung des ersten Redaktors durch: Johann Baptist Rusch, seit zwei Jahren als Redaktor beim Sarganserländer, nach Differenzen mit den konservativen Herausgebern noch rechtzeitig kündigend. Rusch erhielt drei Pfarrherren zur Seite: Burkhard Villiger aus Sarmenstorf, Eugen Heer aus Lenzburg und Hermann Suter aus Mumpf. Sie belieferten ab 1911 das neue Aargauer Volksblatt mit Artikeln zu Feuilleton, Geschichte, Ökonomie und sozialer Gerechtigkeit.
Rusch verfügte über eine spitze Feder und eine nicht geringe Streitlust. Er bevorzugte christlich-soziale Themen, vernachlässigte konservative Anliegen und forderte die Trennung von Kirche und Staat. Während des Ersten Weltkrieges bezog er eine klare Haltung gegen das Deutsche Reich, was die Spannungen zwischen ihm und dem Pressverein zusätzlich verschärfte. So verliess er das Aargauer Volksblatt 1917 im Streit. Als Nachfolger übernahm August Bärlocher aus St. Gallen, der die Redaktion als überzeugter Klerikalkonservativer bis 1962 betreute.
Den Druck besorgte August Heller in einem Gebäude gleich neben der meist geschlossenen Eisenbahnbarriere an der Bruggerstrasse in Baden. Das Aargauer Volksblatt hiess denn im Volksmund auch «Barrieren-Times». 1931 kauften Mitglieder des Pressvereins die Druckerei Heller und gründeten die «Buchdruckerei Baden». Die Auflagezahlen stiegen zwischen 1911 und 1970 kontinuierlich von 2800 auf rund 14'000 an.
Einhergehend mit der Säkularisierung begann die Leserschaft abzubröckeln. Die Reaktionen der Verantwortlichen lagen im Hochhalten der bisherigen katholisch-konservativen Prinzipien einer Partei- und Kirchenzeitung. Im Kampf ums Überleben ging das AV auf etliche Zusammenarbeiten ein. Einmal mit ähnlichen Gesinnungsblättern wie den Neuen Zürcher Nachrichten, dem Luzerner Vaterland, dem Basler Volksblatt und der Ostschweiz, 1982 gar mit der lokalen Konkurrenz Badener Tagblatt (BT) im Bereich Beilagen und Sport. Schon ab 1971 wurde das AV in der Druckerei des BT gedruckt.
Der Wechsel im Direktorium der Buchdruckerei 1987 ergab auch Veränderungen im Konzept der Zeitung. Die Fesseln von Partei und Kirche wurden stark gelockert, der Sportteil kehrte zurück, und eine neue Redaktion besorgte den Schritt zum Forumsblatt, einer Zeitung der Meinungsvielfalt. Kolumnisten mit auch extremen Meinungen fanden regelmässig Platz im Aargauer Volksblatt. Mit der offenen und kritischen Art konnten viele junge Neuabonnenten gewonnen werden, die alteingelesene Kundschaft jedoch kündigte reihenweise. Somit konnte die Zeitung nicht mehr gehalten werden. Nach Vertragsverhandlungen übernahm die Konkurrenz vom BT die Verlagsrechte am Aargauer Volksblatt, die Buchdruckerei AG übernahm den Akzidenzbereich des BT. Die letzte Nummer des Aargauer Volksblatts erschien am 31. Oktober 1992.
Beim Aargauer Volksblatt verdienten zahlreiche Persönlichkeiten ihre Sporen ab wie Othmar Hersche (Direktor Radio und Fernsehen DRS), Martin Merki, Pirmin Meier, Niklaus Oberholzer,

## Liste der Chefredaktoren
- 1911–1917: Johann Baptist Rusch; seit 1915: Otto Walter
- 1917–1962: August Bärlocher
- 1962–1970: Eugen Kaufmann
- 1970–1973: Interregnum ohne Chefredaktion
- 1973–1976: Franz Lenz
- 1976–1979: Hansueli Fischer
- 1979–1982: Walter Schäfer
- 1982–1988: Othmar Müller
- 1988–1992: Ruedi Baumann